# Gledis Cinque
Gledis Cinque (Lecco, 15 giugno 1985) è un'attrice italiana.

## Biografia
Studia recitazione e danza classica. La sua prima esperienza sul grande schermo è del 2003, con una piccola parte nel film hollywoodiano La fiera della vanità. Continua gli studi di recitazione presso scuole internazionali come LAMDA e RADA. Nel 2008 prende parte a Sanguepazzo di Marco Tullio Giordana. Nel 2009 ottiene il ruolo di Giada nel film Meno male che ci sei e Sette, il magazine del Corriere della Sera, la segnala come una delle più promettenti giovani attrici italiane. Nello stesso anno partecipa al film TV Non smettere di sognare, dove interpreta Daniela, la migliore amica ballerina di Alessandra Mastronardi. Nel 2010 viene scelta da Elisabetta Marchetti per interpretare il ruolo di Cecilia nella miniserie TV Notte prima degli esami '82, in onda su Rai 1 il 23 e il 24 maggio 2011.
Nel 2012 entra nel cast di Com'è bello far l'amore, diretto da Fausto Brizzi, in cui interpreta il ruolo di Martina, e viene scelta per il ruolo di Vittoria Gandolfi nel film Ritratto di un imprenditore di provincia, opera prima del regista Hermes Cavagnini. Nel 2013 è la protagonista del video musicale della canzone Non toccarmi del rapper ticinese Acbess e del video musicale della canzone Chronos dei Glass Cosmos. Sempre nel 2013 termina le riprese del film Miriam - Il Diario (Come Sposare un Artista) di Monica Castiglioni, nel quale ricopre il ruolo di protagonista. Sempre nel 2013 partecipa come protagonista al film La Regola del Piombo (The Rule of Lead) di Giacomo Arrigoni, vincitore di diversi premi internazionali. Nel 2014 è una delle tre protagoniste della serie web comica Sguinzagliate, per la regia di Roberto Burchielli, con il quale aveva già lavorato sul set di Non Smettere di Sognare.
Nel 2015 prende parte alla serie TV inglese River, diretta da Tim Fywell per la BBC. È poi tornata sulle sue note comiche con il ruolo di Elena nella sketch comedy Love Snack, per la regia di Elia Castangia nel 2017. Con la sua compagnia teatrale "PaT - Passi Teatrali", ha co-prodotto il film Luci Spente, diretto da Edoardo Lomazzi e adattato da uno spettacolo teatrale originale della stessa compagnia, che ha vinto il Gold Remi Award per "Animation Film - Any Technique" al 2016 WorldFest Houston. Nel 2018, dopo una campagna di crowdfunding di successo, ha ripreso il ruolo della protagonista in Ischidados, una produzione originale di Chunk Collective. Sempre nel 2018 ha anche interpretato Irene Pivetti nella nuova serie TV 1994, il sequel di 1992 e 1993, per la regia di Giuseppe Gagliardi e prodotto da Wildside and Sky Italia.

## Filmografia

### Cinema
- La fiera della vanità, regia di Mira Nair (2004)
- Sanguepazzo, regia di Marco Tullio Giordana (2008)
- Meno male che ci sei, regia di Luis Prieto (2009)
- Com'è bello far l'amore, regia di Fausto Brizzi (2012)
- Ritratto di un imprenditore di provincia, regia di Hermes Cavagnini (2013)
- Miriam - Il diario, regia di Monica Castiglioni (2014)
- The Rule of Lead - La regola del piombo, regia di Giacomo Arrigoni (2014)
- Luci spente, regia di Edoardo Lomazzi (2015)

### Televisione
- Tipi da Crociera, regia di Elia Castangia (2022)
- Non smettere di sognare, regia di Roberto Burchielli - film TV (2009)
- Notte prima degli esami '82, regia di Elisabetta Marchetti (2011)
- Distretto di Polizia 11, regia di Alberto Ferrari (2011)
- Sguinzagliate, regia di Roberto Burchielli (2014)
- River, regia di Tim Fywell (2015)
- Love Snack, regia di Elia Castangia (2017)
- Ischidados, regia di Eugenio Villani e Igor de Luigi (2018)
- 1994, regia di Giuseppe Gagliardi - serie TV, episodio 3x02 (2019)